# Bakhita, de l'esclavage à la sainteté
Pour les articles homonymes, voir Bakhita.
Bakhita, de l'esclavage à la sainteté est une mini-série télévisée diffusée en 2009, réalisée par Giacomo Campiotti, qui s'inspire assez librement de la vie de la sainte Soudanaise Joséphine Bakhita.

## Synopsis
Bakhita, dont le nom signifie « fortunée », a une vie difficile dès son enfance. Elle est enlevée et vendue en esclavage, subit des violences de toutes sortes. Federico Marin la rachète et l'emmène à Zianigo, où il lui confie sa fille malade, Aurora. Bakhita s'introduit à la foi chrétienne grâce au prêtre du bourg, qui la défend contre la méfiance des gens et les abus de pouvoir de Federico Marin. Pendant une épidémie de variole, Bakhita se dévoue au service des malades avec deux novices canossiennes venues à Venise.
C'est à Venise que Bakhita reçoit le baptême et demande à entrer en religion. Marin, qui désire la garder pour sa fille, tente de s'opposer à ce projet par les voies légales. Le tribunal permet à Bakhita de décider de son futur, et elle décide de rester en Italie.
Sentant sa mort s'approcher, Bakhita fait appeler Aurora, qui parvient au couvent, mais trop tard.

## Fiche technique
- Titre italien : Bakhita - La santa africana
- Première diffusion : 
  - en Italie : 5 avril 2009 - 6 avril 2009
- Genre : biographie religieuse
- Ratio : 16:9
- Scénographie : Filippo Soldi, Filippo Gentili, Dino Leonardo Gentili, Giacomo Campiotti
- Musique : Stefano Lentini

## Distribution
- Fatou Kine Boye : Bakhita
- Fabio Sartor : Federico Marin
- Francesco Salvi (it) : padre Antonio
- Stefania Rocca : Aurora adulte
- Federica Baù : Aurora enfant
- Giulia Elettra Gorietti : Giovanna
- Ettore Bassi : Guido
- Ludovico Fremont : Andrea
- Maria Grazia Bon (it) : Ebe
- Alberto Molinari : Ludovico
- Sonia Bergamasco : Angelica Marin
- Sergio Graziani : cardinal